# Wijnendale

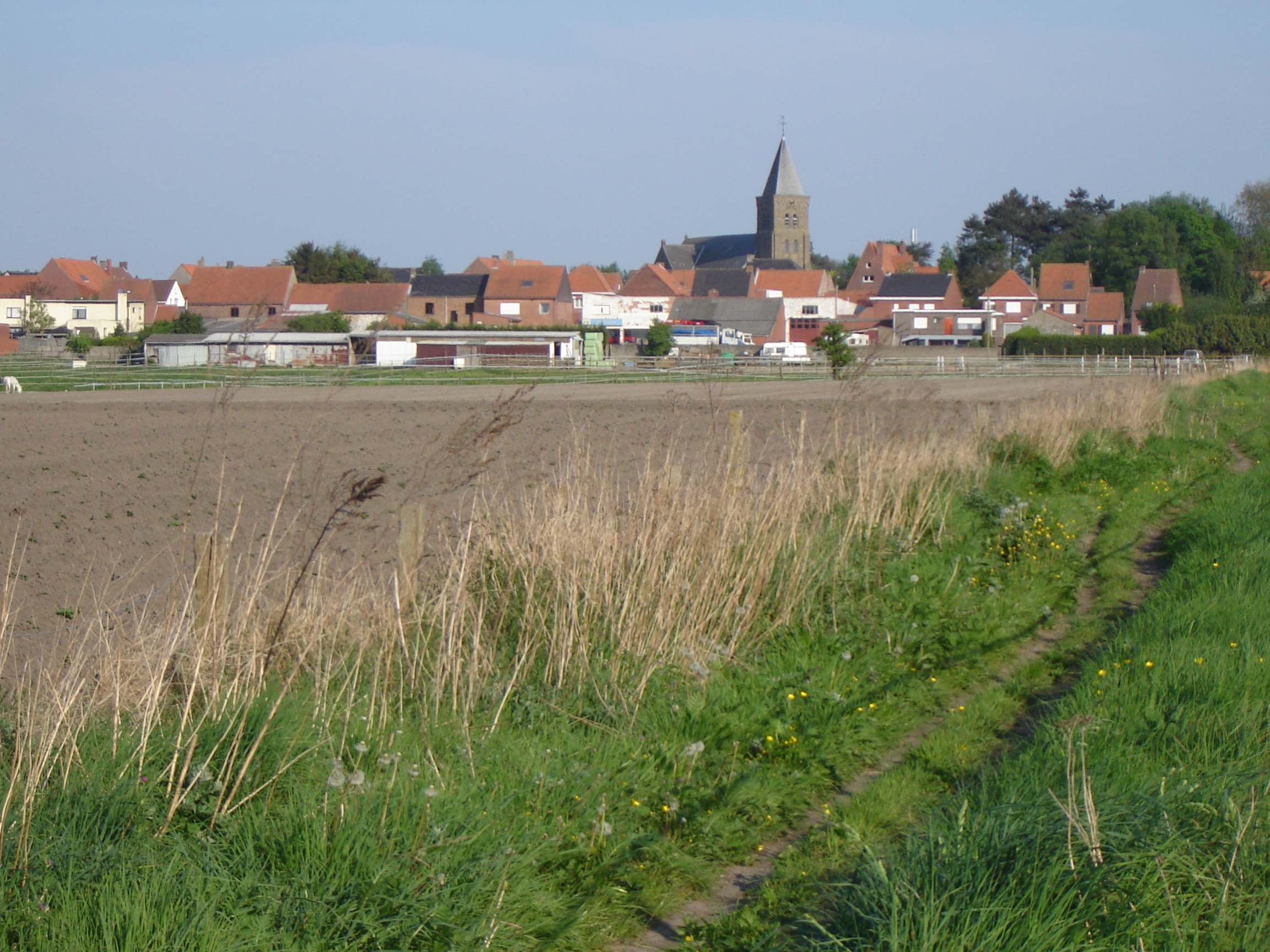
Uma vista de Wijnendale.

Wijnendale é uma aldeia localizada na província belga da Flandres Ocidental, pertencente ao município de Torhout, cidade que dela dista 4 km. Wijnendale dista igualmente 4 km de Ichtegem a cujo município pertenceu até à década de 1970.

## Geografia e história
Wijnendale está situada numa zona planáltica, a cerca de 40 m acima do nível médio do mar e cerca de 20 m acima do território circundante.
O castelo de Wijnendale, que teve um papel importante na história da Flandres, está situado no território do município de Ichtegem.
A Batalha de Wijnendale foi travada a 28 de Setembro de 1708 no contexto da Guerra da Sucessão Espanhola.